# فريدريك كوهنر
فريدريك كوهنر (بالإنجليزية: Frederick Kohner)‏ (25 سبتمبر 1905 في الإمبراطورية النمساوية المجرية - 7 يوليو 1986 في الولايات المتحدة)؛ كاتِب، سيناريست وروائي نمساوي-أمريكي.

## روابط خارجية
- فريدريك كوهنر على موقع IMDb (الإنجليزية)
- فريدريك كوهنر على موقع ألو سيني (الفرنسية)
- فريدريك كوهنر على موقع أول موفي (الإنجليزية)
- فريدريك كوهنر على موقع قاعدة بيانات برودواي على الإنترنت (الإنجليزية)
- فريدريك كوهنر على موقع قاعدة بيانات الأفلام السويدية (السويدية)
- فريدريك كوهنر على موقع إن إن دي بي (الإنجليزية)
- فريدريك كوهنر على موقع قاعدة بيانات الفيلم (الإنجليزية)
- فريدريك كوهنر على موقع كينوبويسك (الروسية)